# Brutally Live
Brutally Live è un film concerto del cantante statunitense Alice Cooper pubblicato nel 2000 dall'etichetta discografica Eagle Rock Entertainment. Nel 2003 il live è uscito anche in jewel case contenente il CD ed il DVD; questa versione è stata ristampata in formato deluxe dalla Salvo Music nel 2014.

## Il video
Le riprese sono state effettuate al concerto del 19 luglio 2000 tenutosi a Londra per il tour sostenuto a seguito dell'album Brutal Planet dello stesso anno. Durante l'esibizione vengono eseguite le canzoni di maggior successo nell'arco di tutta la carriera dell'artista, dando comunque spazio a sette brani tratti dall'ultimo disco; inoltre è presente una cover di My Generation dei The Who.

L'audio del DVD è sia di tipo Dolby Surround che DTS ed è anche presente un'opzione bonus che permette di seguire il video da una diversa angolatura principalmente incentrata sul frontman.

### Il disco
Il CD incluso nell'edizione speciale è composto da venti tracce e rispetto al video omette i brani Pick Up the Bones, Dead Babies, Ballad of Dwight Fry, I Love the Dead e The Black Widow.

## Tracce
DVD
1. Brutal Planet (Alice Cooper, B.Marlette)
2. Gimme (Alice Cooper, B.Marlette)
3. Go to Hell (Alice Cooper, B.Ezrin, D.Wagner)
4. Blow Me a Kiss (Alice Cooper, B.Ezrin, B.Marlette)
5. I'm Eighteen (M.Bruce, G.Buxton, Alice Cooper, D.Dunaway, N.Smith)
6. Pick Up the Bones (Alice Cooper, B.Marlette)
7. Feed My Frankenstein (Nick Coler, Alice Cooper, Mindwarp, Ian Richardson)
8. Wicked Young Man (Alice Cooper, B.Marlette)
9. Dead Babies (M.Bruce, G.Buxton, Alice Cooper, D.Dunaway, N.Smith)
10. Ballad of Dwight Fry (M.Bruce, Alice Cooper)
11. I Love the Dead (Alice Cooper, B.Ezrin)
12. The Black Widow (Alice Cooper, B.Ezrin, D.Wagner)
13. No More Mr. Nice Guy (M.Bruce, Alice Cooper)
14. It's Hot Tonight (Alice Cooper, B.Ezrin, D.Wagner)
15. Caught in a Dream (M.Bruce, Alice Cooper)
16. It's the Little Things (Alice Cooper, B.Marlette)
17. Poison (Desmond Child, Alice Cooper, J.McCurry)
18. Take It Like a Woman (Alice Cooper, B.Marlette)
19. Only Women Bleed (Alice Cooper, D.Wagner)
20. You Drive Me Nervous (M.Bruce, Alice Cooper, B.Ezrin)
21. Under My Wheels (M.Bruce, D.Dunaway)
22. School's Out (M.Bruce, Alice Cooper)
23. Billion Dollar Babies (M.Bruce, Alice Cooper, Rockin' Reggie Vinson)
24. My Generation (cover dei The Who) (Pete Townshend)
25. Elected (M.Bruce, G.Buxton, Alice Cooper, D.Dunaway, N.Smith)

CD
1. Brutal Planet – 6:31
2. Gimme – 4:51
3. Go to Hell – 3:41
4. Blow Me a Kiss – 3:06
5. I'm Eighteen – 4:20
6. Feed My Frankenstein – 4:26
7. Wicked Young Man – 3:30
8. No More Mr. Nice Guy – 4:18
9. It's Hot Tonight – 2:51
10. Caught in a Dream – 2:26
11. It's the Little Things – 5:16
12. Poison – 4:53
13. Take It Like a Woman – 2:37
14. Only Women Bleed – 4:15
15. You Drive Me Nervous – 2:23
16. Under My Wheels – 4:45
17. School's Out – 4:36
18. Billion Dollar Babies – 2:24
19. My Generation (cover dei The Who) – 1:29
20. Elected – 4:47

## Formazione
- Alice Cooper – voce
- Ryan Roxie – chitarre
- Pete Friesen – chitarre
- Greg Smith – basso
- Eric Singer – batteria
- Teddy Andreadis – tastiere